# КК Домброва Горњича
КК Домброва Горњича (пољ. MKS Dąbrowa Górnicza) је пољски кошаркашки клуб из Домброве Горњиче. У сезони 2017/18. такмичи се у Првој лиги Пољске.

## Историја
Клуб је основан 1992. године. У сезони 2014/15. први пут је заиграо у Првој лиги Пољске.

## Познатији играчи
- Јован Новак
- Доминик Мавра